# 미얀마 헌법
미얀마 헌법(버마어: မြန်မာနိုင်ငံ ဖွဲ့စည်းပုံ အခြေခံ ဥပဒေ)은 미얀마가 공화정으로 출범한 이래 여러 차례 바뀌었다. 현재의 헌법은 2008년 9월 제정된 것이다.

## 역사

### 1947 헌법
1947년 헌법은 찬 흐툰이 초고를 썼으며 1948년부터 네 윈이 이끄는 사회주의당이 1962년 헌법 효력을 정지시킬 때까지 사용됐다. 양원제 입법기구와 행정부, 사법부로 운영되었고 각 자치구의 인구에 따라 의석이 배당됐다.

### 1974 헌법
1973년 헌법개정법에 따라 미얀마의 두 번째 헌법이 제정된다. 이 시기에는 의회가 혁명 평의회로 불리며 일원화되었고 미얀마사회당 당원으로 구성됐다. 당시 네 윈이 수상으로 활동했다.

### 1988-2008
군부 집권이 1988년 9월 시작되면서 국가사회개발위원회는 1974년 헌법 기능을 중지시켰다. 위원회는 1993년 제헌의회를 다시 구성하고자 했지만 민주주의민족동맹(NLD)의 반대로 무산됐다. 다시 2004년 발의된 제헌의회는 NLD 없이 추진됐고 2008까지는 변화가 없었다.

## 2008 헌법
2008년 4월 9일 미얀마 군부 정권은 민주주의로의 전환을 꽤하기 위한 부분 중 하나로 2008년 5월 10일 선거를 열어 개헌 의결을 추진한다. 정권에서는 민주주의로 나아가는 것이라며 환영했지만 야권에서는 집권 야욕을 위한 것으로 보았다.
입법부는 224석의 상원과 440석의 하원으로 나누게 됐고 각각 56석과 110석을 군부에서 직접 뽑을 수 있었다.
행정구역상의 변화도 나타나 자치 구와 자치 지방이 2010년 8월부터 공식 발표됐다.

### 2008 개정헌법
2008년 5월 10일 미얀마의 정치 체계가 바뀌었다. 헌법 작성을 맡은 위원장 아웅 토는 군부와 탄생될 여러 주의 정치적 역할 등 6개의 목표에 주력했다고 밝혔다.
당시 사이클론 나르기스의 여파가 있었지만 개정을 늦추지 않았고 아레와디 지역을 빼고는 개정헌법 시행이 바로 진행됐다.
아웅산수찌 여사가 이끄는 민주주의민족동맹은 개정헌법 발의 참여를 거부당했으며 시민들에게 헌법개정 거부 참여를 독려했다.
2008년 헌법은 통과되기는 했지만, 전반적으로 미얀마 외부에서는 내실 없다는 비판에 직면했다. 개정헌법 의결 투표에 대해서도 유권자 매수와 투표 조작 등 여러 정황이 포착됐다.}}

### 2012 보궐선거
이후 NLD는 보궐선거에 참여했고 아웅산수찌 여사를 비롯해 압승을 거뒀다.

## 헌법내용
총 15개의 장으로 구분되며 4-6장은 3권 분립에 대해 서술학 있다. 50년 가까이 군부 지배를 받다보니 여전히 군부의 영향력이 막강하며 양원의 25%가 군부에 배당된다. 요직 대부분 또한 군부 인사로 채워진다. 헌법 개정은 20%의 지지율을 받아야 하며 일부 개정안에 대해서는 75%의 찬성율이 조건이다. 일부 내용에 대해서는 전국적인 개정 헌법 관련 투표로 75% 이상을 얻어야 한다는 조건이 있다. 미얀마 헌법 내용 보관됨 2013-06-25 - 웨이백 머신